# Tajahuerce
Tajahuerce ist ein Ort und eine Gemeinde (municipio) mit nur noch 23 Einwohnern (Stand: 2024) im Osten der spanischen Provinz Soria in der Autonomen Gemeinschaft Kastilien-León. Die Gemeinde gehört zur bevölkerungsarmen Serranía Celtibérica. Neben dem Hauptort Tajahuerce gehört die Wüstung La Pica zur Gemeinde. 

## Lage
Tajahuerce liegt in einer Höhe von ca. 1050 m. Die Provinzhauptstadt Soria ist gut 23 km (Fahrtstrecke) in westlicher Richtung entfernt. Das Klima im Winter ist kühl, im Sommer dagegen durchaus warm; die geringen Niederschläge (ca. 522 mm/Jahr) fallen – mit Ausnahme der eher regenarmen Sommermonate – verteilt übers ganze Jahr.

## Bevölkerungsentwicklung
| Jahr      | 1970 | 1981 | 1991 | 2001 | 2011 | 2021 |
| Einwohner | 72   | 60   | 53   | 44   | 32   | 24   |

Der deutliche Bevölkerungsrückgang seit den 1950er Jahren ist im Wesentlichen auf die Mechanisierung der Landwirtschaft, die Aufgabe bäuerlicher Kleinbetriebe (Höfesterben) und den damit einhergehenden Verlust an Arbeitsplätzen zurückzuführen.

## Sehenswürdigkeiten

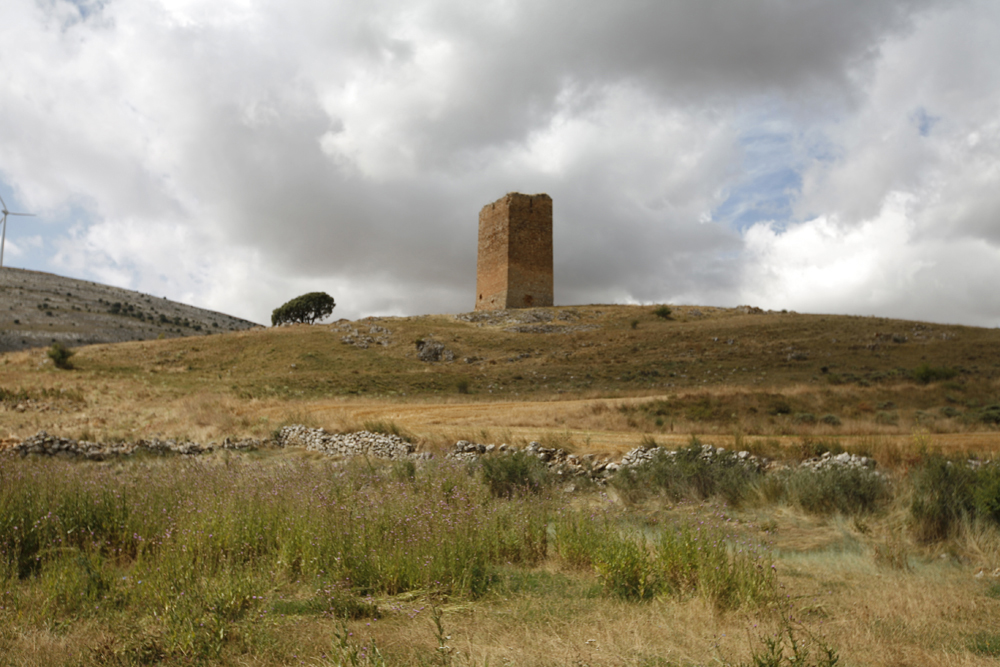
Turm von La Pica
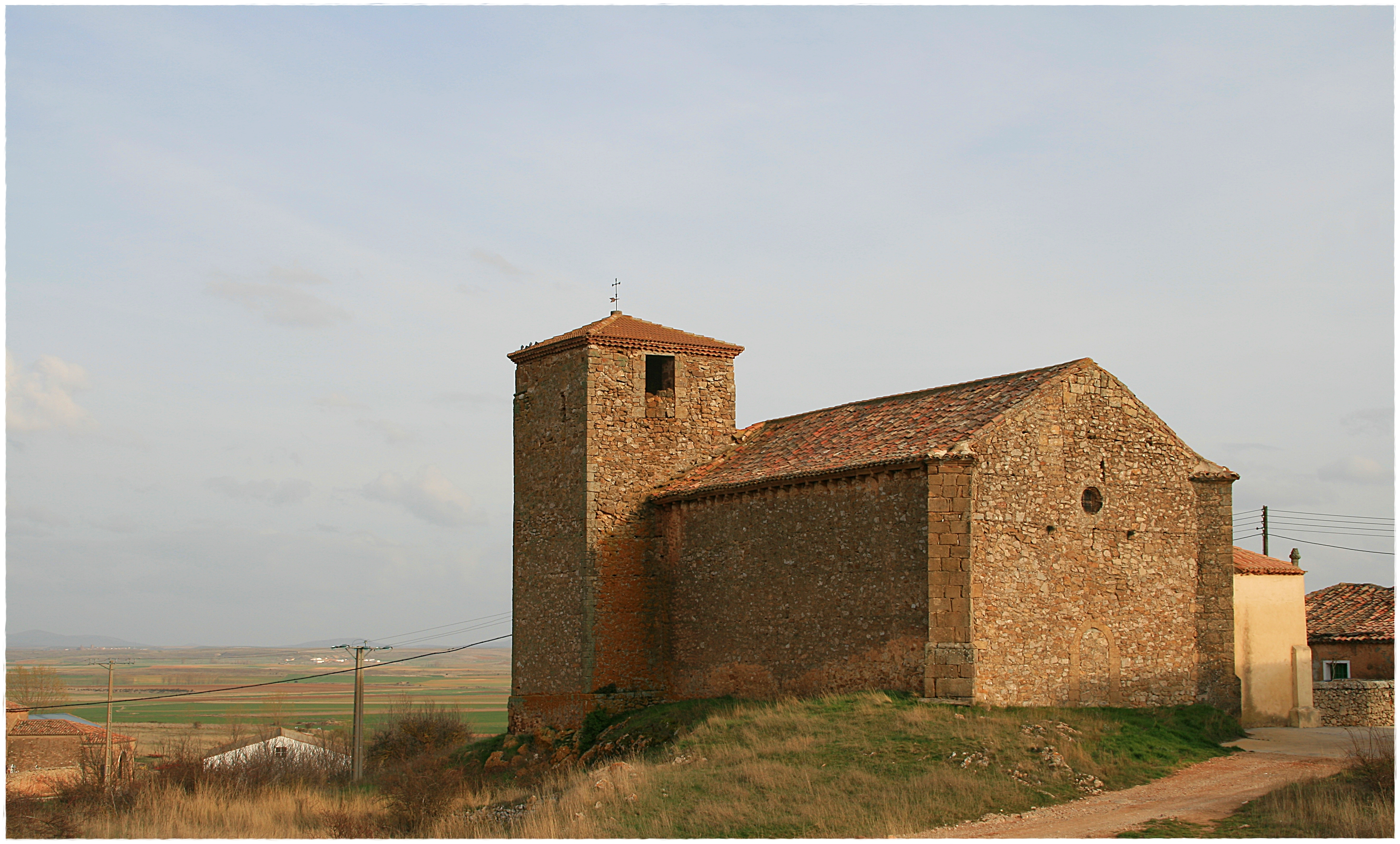
Marienkirche in Tajahuerca

- Turm von La Pica
- Marienkirche